# شيموس حجي
شيموس حجي (بالإنجليزية: Seamus Haji)‏ هو ملحن ودي جيه ومنتج أسطوانات وموسيقي بريطاني، ولد في 30 ديسمبر 1968.

## وصلات خارجية
- الموقع الرسمي
- شيموس حجي على موقع ميوزك برينز (الإنجليزية)
- شيموس حجي على موقع أول ميوزيك (الإنجليزية)
- شيموس حجي على موقع ديسكوغز (الإنجليزية)